# طراحی جواهرات
طراحی جواهرات (انگلیسی: Jewellery design) یک هنر یا یک طراحی حرفه‌ای یا ساخت جواهرات است. طراحی جواهرات، یکی از اولین گونه‌های تمدن در دکوراسیون است که حداقل هفت هزار سال پیش از قدیمی‌ترین جوامع انسانی شناخته شده در بین‌النهرین و مصر آغاز شده‌است. این هنر در طول قرن‌ها از اشکال مختلفی از نقاشی‌های جالب از زمان‌های باستان تا فلزکاری پیچیده و برش جواهرات مدرن، شامل می‌شود.